# Sacra via summa
La Sacra via summa era il tratto di via Sacra che, nel Foro Romano, andava dalla sella della Velia (la collina che univa il Palatino all'Esquilino, in seguito occupata quasi interamente dalla basilica di Massenzio) fino alla Regia. Livio e gli antichi annalisti attestano che era abbellito dalla statua equestre dell'eroina Clelia.

## Descrizione
La strada era pavimentata in basalto, ed oggi è visibile al livello del primo Impero, precedente alla ricostruzione di Nerone dopo l'incendio del 64, quando la via venne regolarizzata. 
Questo secondo livello, scambiato per una pavimentazione di epoca medievale, venne imperitamente rimosso dalle campagne di scavi del XIX secolo, nel corso delle quali furono anche demoliti gli edifici connessi, in realtà di epoca imperiale. Ne sopravvivono solo alcuni tratti scarsi qua e là. La conseguenza di questo scempio è che molti edifici costruiti posteriormente hanno oggi le fondazioni scoperte, come l'arco di Tito, il tempio del Divo Romolo e la basilica di Massenzio.
Il livello medievale della strada è invece testimoniato da un portico che si trova poco più avanti sulla via sacra, sul lato sinistro.